# Маткаримов, Фарход Камилович
Фарход Камилович Маткаримов (узб. Farhod Matkarimov, англ. Farkhod Matkarimov, род. 1980, Хорезм, УзССР, СССР) — узбекский тяжелоатлет-бодибилдер генеральный секретарь Федерации Бодибилдинга и Фитнеса Узбекистана и Азиатской федерации мас-рестлинга

## Биография
Фарход Маткаримов был спортсменом и бодибилдером с 1995 по 2014 год. В 2009 году окончил Узбекский государственный университет физической культуры и спорта, после окончание учебы стал работать тренером по тяжёлой атлетике.
В 2006 году вместе с Тимуром Сабировым и Одилом Абдурахмановым основал Федерацию бодибилдинга и фитнеса Узбекистана. С 2006 по 2009 годы и с 2013 года является генеральным секретарем Федерации бодибилдинга и фитнеса Узбекистана
4 ноября 2022 года избран генеральным секретарем Азиатской федерации мас-рестлинга на заседание Президиума Международной федерации мас-рестлинга в городе Алмалык